# Beneš-Mráz Beta
La désignation Beneš-Mráz Beta recouvre une famille d'avions de sport et de tourisme produits durant l'entre-deux-guerres en Tchécoslovaquie.

## Tous les modèles
Tous ces appareils étaient des monoplans à aile basse cantilever construit en bois, aménagés pour deux occupants installés en tandem et reposait sur un train classique fixe caréné. Ils se distinguaient par leurs motorisations et la taille de leur voilure. 
- Be-50 Beta-Minor : biplace d’école et de tourisme, version initiale à postes ouverts, carénage pantalon du train et moteur Walter Minor 4-I de 85 ch dont le prototype (OK-BEB) fit son premier vol en 1935. Une quarantaine d’exemplaires furent construits au profit des aéroclubs tchécoslovaques.
- Be-51 Beta-Minor : version de tourisme du Be-50, caractérisée par une envergure réduite de 70 cm et une verrière recouvrant les deux postes de pilotage, le pontage arrière du fuselage étant relevé. Ce modèle a été produit en trois versions différentes : Be-51A avec train pantalonné, Be-51B avec roues partiellement carénées et Be-51C avec carénage plus enrobant. Le prototype (OK-BEO) fut immatriculé début novembre 1936 et une vingtaine d’exemplaires construits, dont 12 Be-51B destinés à la police qui furent livrés directement à la Luftwaffe.
- Be-52 Beta-Major : cette version du Be-50 sortie dès 1936 était destinée à l’entrainement et à la voltige et revenait aux postes ouverts du Be-50 mais disposait d’améliorations aérodynamiques, d’un moteur Walter Major 4 de 130 ch et d’une voilure encore réduite. Un seul exemplaire construit (OK-BED).
- Be-56 Beta-Major : version monoplace du Be-52 destiné à la compétition de voltige, un seul construit (OK-BEG).
- Be-150 Beta-Junior : Be-50 à moteur Walter Junior de 105 ch. 5 exemplaires connus, tous immatriculés en 1938.
- Be-156 Beta-Major : Be-56 remotorisé avec un Walter Minor 6 de 190 ch [OK-MAB].
- Be-250 : simultanément au Be-150 fut proposé cette version à moteur Walter Minor 4-III de 130 ch et la voilure réduite des Be-52/Be-56. Le prototype (OK-BEN) est resté unique
- Be-251 : équivalent du Be-51 avec moteur Walter Minor 4 de 130 ch et voilure identique à celle du Be-250. Probablement resté au stade de projet.
- Be-252 Beta-Scolar : seul modèle de la famille équipé d’un moteur en étoile, un Walter Scolar de 160 ch sous anneau Townend. Ce biplace proposé en 1937 était le plus lourd mais aussi le plus rapide de la série. Ce modèle se distinguait en outre par l’abandon du carénage pantalonné du train au profit d’un simple carénage de jambe du train se prolongeant partiellement au niveau de la roue. Le prototype (OK-BEZ) fut réalisé en 1938, deux exemplaires seulement étant connus.
  - Be-252c : tentative plus importante de modernisation du Beta, avec un capot moteur redessiné, plus fin et bossages au niveau des têtes de cylindres, un carénage du train avant plus moderne et surtout une longue verrière recouvrant les deux postes de pilotage.
- Be-352 : projet de 1939.

## Dans les clubs et en compétition
Rapidement populaire dans les aéro-clubs de Tchécoslovaquie, le Beta se distingua aussi dans diverses compétitions internationales. Disputé le 23 février 1937 en Égypte, le Circuit des Oasis remporté par un Nardi FN.305 vit la participation d’un Be-51 arrivé de Prague en vol. Un Be-50 et un Be-51 participèrent en juin 1938 à la Course aérienne de l’Ile de Man. La même année le Rallye de la Petite Entente permit au Be-51 de remporter les 4e, 5e, 7e, 8e et 12e places. 

## Pays utilisateurs
- Tchécoslovaquie : Comme tous les autres aéronefs utilisés en Tchécoslovaquie, les appareils disponibles (25) furent réquisitionnés par l’armée nationale au début de la guerre. À la fin de la Seconde Guerre mondiale un certain nombre de ces biplaces furent utilisés dans les écoles avec la désignation militaire C-25.
- Reich allemand : 12 Be-51 sont connus pour avoir été réquisitionnés par la Luftwaffe et utilisés dans les écoles de pilotage allemandes situées en territoire tchécoslovaque.
- Croatie : 20 Be-50/51 furent cédés par les Allemands à la toute nouvelle aviation croate, dont deux exemplaires furent par la suite capturés par les partisans yougoslaves et utilisés comme avions de reconnaissance.

## Sources
1. ↑  Flight No 1471 du 4 mars 1937 p.213/214